# جائزة هارولد يوري
تمنح جائزة هارولد يوري سنوياً من شعبة علوم الكواكب في الجمعية الفلكية الأمريكية. تمنح الجائزة تقديراً للإنجازات المذهلة التي يقوم بها علماء الفلك الشباب خاصة في مجال علم الكواكب.
تمت تسمية هذه الجائزة نسبة إلى العالم الحاصل على جائزة نوبل هارولد يوري.

## الفائزون
أسماء الفائزين بجائزة هارولد أوري:
- 1984 دايفيد ستيفنسون
- 1985 لاري دبليو. ايسبوسيتو
- 1986 جاك ويسدوم
- 1987 ستيف سكويرز
- 1988 Jonathan I. Lunine
- 1989 Christopher P. McKay
- 1990 David J. Tholen
- 1991 Richard P. Binzel
- 1992 جاك ليزاوير
- 1993 Roger Yelle
- 1994 Karen Jean Meech
- 1995 Emmanuel Lellouch
- 1996 هايدي هامل
- 1997 Renu Malhotra
- 1998 Erik I. Asphaug
- 1999 Douglas P. Hamilton
- 2000 Alessandro Morbidelli
- 2001 مايكل براون
- 2002 بريت جلادمان
- 2003 Robin M. Canup
- 2004 جان-لوك مارغوت
- 2005 David Nesvorny
- 2006 Tristan Guillot
- 2007 Francis Nimmo
- 2008 no award
- 2009 Sarah Stewart-Mukhopadhyay
- 2010 Jonathan Fortney
- 2011  Eric B. Ford
- 2012  Alberto_G._Fairen
- 2013  Anders Johansen
- 2014  Matija Ćuk
- 2015  Geronimo Villanueva
- 2016  Leigh Fletcher
- 2017  Bethany Ehlmann
- 2018  Francesca DeMeo

## وصلات خارجية
- الفائزون ، المجتمع الفلكي الأمريكي